# موکرسکو
موکرسکو (به لاتین: Mokrsko) یک روستا در لهستان است که در گمینا موکرسکو واقع شده‌است. موکرسکو ۱٬۵۰۰ نفر جمعیت دارد.